# Zygophylax kurilensis
Zygophylax kurilensis is een hydroïdpoliep uit de familie Lafoeidae. De poliep komt uit het geslacht Zygophylax. Zygophylax kurilensis werd in 1988 voor het eerst wetenschappelijk beschreven door Antsulevich. 